# Niphargus tauri
Niphargus tauri is een vlokreeftensoort uit de familie van de Niphargidae. De wetenschappelijke naam van de soort is voor het eerst geldig gepubliceerd in 1940 door Schellenberg.